# Idalus tumara
Idalus tumara är en fjärilsart som beskrevs av William Schaus 1921. Idalus tumara ingår i släktet Idalus och familjen björnspinnare. Inga underarter finns listade i Catalogue of Life.